# Hohenkreßberg
Hohenkreßberg ist ein im Landschaftsgebiet Auf den Wäldern gelegener württembergischer Weiler.

## Geografie
Die Ortschaft ist einer von 33 Ortsteilen der baden-württembergischen Gemeinde Kreßberg im Landkreis Schwäbisch Hall und liegt etwa vier Kilometer ostnordöstlich des Dorfes Waldtann, in dem die Kreßberger Gemeindeverwaltung ihren Sitz hat. Hohenkreßberg steht auf einem 520 m ü. NHN hoch gelegenen Bergsporn über dem Tal des Schönbaches, der der linke Hauptstrang-Oberlauf der Zwergwörnitz ist.

## Geschichte
Zum ersten Mal wurde der Ort 1299 in einer Urkunde unter dem Namen Crebsperck erwähnt, was in etwa die Bedeutung von Krebsberg hat. Bis 1791/1792 gehörte der Ort zum hohenzollerschen Fürstentum Ansbach, danach für ein Jahrzehnt zu dessen Nachfolgeterritorium, dem preußischen Ansbach-Bayreuth. 1806 gelangte er in den Besitz des Königreichs Bayern und 1810 mit dem Grenzvertrag zwischen Bayern und Württemberg in den des Königreichs Württemberg.
Durch die zu Beginn des 19. Jahrhunderts im Königreich Württemberg durchgeführten Verwaltungsreformen wurde der Ort zum Bestandteil der eigenständigen Landgemeinde Marktlustenau, zu der auch noch die Ortschaften Bräunersberg, Gaisbühl, Halden, Oberstelzhausen, Riegelbach, Schönbronn, Tempelhof und Unterstelzhausen sowie die Gehöfte Rotmühle und Schönmühle gehörten. Seit dem Jahr 1973 bildet Hohenkreßberg einen Ortsteil von Kreßberg, nachdem diese Gesamtgemeinde im Zuge der kommunalen Gebietsreform aus den bis dahin selbstständigen Gemeinden Leukershausen, Marktlustenau, Mariäkappel und Waldtann neu gebildet worden war. Im Zuge dieser kommunalen Verschmelzung wurde der bisherige Name der Ortschaft auf die neue Gesamtgemeinde übertragen und der Ort selbst stattdessen in Hohenkreßberg umbenannt. 2018 zählte der Weiler 24 Einwohner.

## Verkehr
Der Anschluss an das öffentliche Straßenverkehrsnetz wird durch eine Gemeindeverbindungsstraße hergestellt, die im nördlichen Ortsbereich von Marktlustenau von der Landesstraße L 1010 abzweigt und einen halben Kilometer nordwärts nach Hohenkreßberg führt, wo sie nach Nordwesten abbiegt. Über die Landesgrenze hinweg führt sie dann zu dem etwa zweieinhalb Kilometer entfernten bayerischen Nachbarort Kühnhardt am Schlegel, der zur Stadt Feuchtwangen gehört.